# Rebuilding of London Act 1666
La loi de 1666 sur la reconstruction de Londres (Rebuilding of London Act 1666, et le titre intégral An Act for rebuilding the City of London) est une loi du Parlement d’Angleterre (19 Car. II. c. 8). La loi est adoptée à la suite du grand incendie de Londres de 1666, et élaborée par Sir Matthew Hale. Une loi antérieure, la loi de 1666 sur les litiges relatifs aux incendies de Londres (Fire of London Disputes Act 1666), avait créé un tribunal chargé de régler les litiges découlant de la destruction de bâtiments par un incendie.
Le Rebuilding of London Act 1666 régit la reconstruction (établit les règles et instructions à respecter dans le bâtiment, un des premiers codes du bâtiment), autorise la Corporation de la Cité de Londres à rouvrir et à élargir les routes, fait de l'anniversaire de l'incendie un jour de fête et érige le Monument au Grand incendie de Londres .

## Plans pour reconstruire la ville
Quelques jours après l'incendie, plusieurs propositions comportant des schémas pour une réorganisation radicale des rues de la ville ont été avancées, dont une de Christopher Wren. Elles n'avaient aucune chance de réussir, tant les intérêts impliqués étaient nombreux et la ville souhaitait se remettre rapidement sur pied. L’une d’elles, produite par Richard Newcourt, qui proposait une grille rigide avec des églises en carrés, fut toutefois adoptée par la suite pour l’aménagement de Philadelphie, aux États-Unis[réf. nécessaire].
Puis, en octobre 1666, le roi Charles et la ville nommèrent des commissaires, dont Wren, pour réglementer la reconstruction. Les commissaires publièrent des proclamations concernant la largeur des rues et la hauteur, les matériaux et les dimensions des bâtiments séculaires. Et en février 1667, un tribunal des incendies (Fire Court) commença à entendre les nombreuses demandes concurrentes de propriétaires et de locataires comme la reconstruction commençait
L’ancien système médiéval de guildes fut réformé et un appel clair fut lancé pour qu'aident à la reconstruction, « all carpenters, bricklayers, masons, plasterers & joiners » .
Un droit de 1 shilling sur une tonne de charbon fut imposé pour financer toutes ces mesures.
Christopher Wren, inspiré par les jardins de Versailles, imagina un Londres bien ordonné, avec des panoramas et des rues larges et droites. Son grand plan ne fut pas mis en œuvre, en grande partie parce que la reconstruction fut financée par des intérêts privés, et que le désir était de reconstruire rapidement. Sans une forte implication du gouvernement dans la construction de nouvelles routes sur des lots de terrains construits existants et d'anciennes routes, la possibilité d'organiser des constructions d'une telle ampleur s'avéra impossible. Une grande partie de l'ancien aménagement de la ville subsista, mais il fut reconstruit en brique et en pierre. Wren reconstruisit la cathédrale Saint-Paul en 1670 et fut anobli en 1673.

## Débuts de la réglementation du bâtiment en Angleterre
Les tentatives de contrôle des activités des constructeurs, dans l’intérêt de la santé et de la sécurité publique, ce que l'on appelle réglementation du bâtiment ou code du bâtiment, remontent à des temps anciens. Dès le XIIe siècle, en Angleterre et au pays de Galles, une ordonnance requit la construction de murs mitoyens en pierre pour les nouveaux bâtiments, pour réduire la propagation du feu; et cette exigence s’appliqua plus tard aux murs extérieurs. Par la suite des négociants, pour protéger leurs stocks contre les incendies, construisirent leurs propriétés en utilisant des murs en pierre et des toits de tuiles ou d’ardoises. À proximité toutefois, il restait souvent de nombreux bâtiments plus anciens à pan de bois. 
Ce n'est qu'après le grand incendie de Londres de 1666, qu'une loi fut adoptée à Londres, pour contrôler la construction de nouveaux bâtiments. La loi sur la reconstruction de la ville de Londres (An Act for rebuilding the City of London) fut adoptée en février 1667
Cette loi exigea que tous les murs extérieurs soient en brique ou en pierre, et elle introduisit des règles sur les fondations, les épaisseurs de murs, le bois d'œuvre et les nouvelles cheminées. Les règles accordaient une attention particulière au problème des incendies, et exigeaient donc que les combles, les encadrements de fenêtres et les sols de caves soient en chêne, qui ne brûle pas aussi rapidement que les bois tendres. Les murs mitoyens devaient faire saillie au-dessus de la surface du toit pour former un petit parapet, afin de limiter la propagation du feu d'une maison à l'autre, et les grandes maisons devaient avoir des balcons extérieurs, pour faciliter le sauvetage de ceux qui étaient pris dans les flammes. La loi imposa également un nombre maximum d'étages par maison pour un nombre fixe de demeures afin d'éliminer le surpeuplement.
L'un des aspects importants de la loi était la disposition relative à la nomination d'inspecteurs (surveyors) pour veiller à ce que les exigences de la loi soient respectées. Ces pouvoirs d'exécution ont été renforcés par l'imposition d'amendes pour les contrevenants. Trois personnes furent désignées comme inspecteurs pour faire respecter les exigences de la loi, mais il semble que ces trois personnes n’aient pas été remplacées au moment de leur départ, ou de leur décès. Par conséquent, les exigences de la loi ne furent pas appliquées.

## Un modèle de maison standardisé
La loi a permis un certain degré de standardisation, et l'exigence d'une hauteur minimale de la pièce a donné une hauteur égale aux maisons en groupe attenant. Les règles relatives à l'épaisseur des murs avec des largeurs définies des jambages entre les fenêtres, fournissaient non seulement un mur structurellement solide, mais également un fenestrage équilibré. Ce type de maison est devenu populaire auprès des constructeurs, qui ont pu estimer leurs coûts et soumissionner beaucoup plus facilement; auprès des propriétaires aussi, qui ont découvert qu’une maison à l’épreuve du feu pouvait aussi être une maison attrayante. Le modèle s'exporta en dehors de Londres, utilisant les mêmes règles, même si les villes dans lesquelles elles étaient construites ne disposaient pas de lois aussi complètes que Londres. La loi de 1667 est restée en vigueur jusqu'à ce qu'elle soit remplacée par d'autres lois en 1772 relatives à la construction des murs mitoyens, et une loi plus importante en 1774 qui eut une approche globale de la classification des bâtiments, de leur taille, de leur emplacement et de leur résistance au feu.